# Merimutef
Merimutef (auch Meri-mutef) war die altägyptische Bezeichnung einer Totengottheit, die zugleich einen weiteren Titel des Osiris darstellte sowie den Verstorbenen symbolisierte, der seinen Vater (Meriatef) und die Brüder (Merisenuef) liebt.

## Hintergrund
Im Mittleren Reich ist Merimutef als nützlich Handelnder für seinen Vater belegt.
Ikonografisch tritt Merimutef im Neuen Reich menschengestaltig mit Widderkopf in Erscheinung und ist im Totentempel des Sethos I. in Abydos entsprechend abgebildet. Zudem ist er 31. von 55 Gottheiten in einer Sokarkapelle. Den mythologischen Hintergrund bildet die Verschmelzung von Osiris zu Ptah-Sokar-Osiris.
In der Spätzeit veränderte sich seine Darstellung in einen falkenköpfigen Gott, die auch in der griechisch-römischen Zeit beibehalten wurde. In der Zuordnung vollzog sich damit der Wandel von Osiris zur Gottheit Horus als geliebter Sohn der Isis, der als Chronokat für den Tag des 13. Peret I zuständig war.

## Merimutef-em-taentem
Der Totengott Merimutef-em-taentem gilt in griechisch-römischer Zeit als Sohn des Osiris sowie der Isis und ist mit Horus gleichgesetzt.
Sein Hauptkultort ist Dendera. Ikonografisch ist er mit der typischen Horuslocke abgebildet, die mit der Erscheinungsform Horus in Chemnis mythologisch im Zusammenhang steht.